# Anisacanthus
Anisacanthus là chi thực vật có hoa trong họ Acanthaceae.